# Star Treatment
Albums de Wovenhand
Refractory Obdurate
(2014)
Star Treatment est le neuvième album studio du groupe de rock alternatif Wovenhand sorti le 30 juin 2016 sur le label Glitterhouse Records.

## Liste des titres de l'album
Tous les titres sont de David Eugene Edwards (sauf mentions) :
1. Come Brave – 4 min 01 s
2. Swaying Reed – 5 min 59 s
3. The Hired Hand – 4 min 14 s
4. Crystal Palace – 4 min 40 s
5. Crook and Flail – 4 min 31 s
6. The Quiver – 4 min 35 s
7. All Your Waves – 7 min 55 s
8. Golden Blossom – 4 min 23 s
9. Go Ye Light – 4 min 50 s
10. Five by Five – 4 min 43 s
11. Low Twelve – 3 min 58 s

## Musiciens ayant participé à l'album
- David Eugene Edwards, chant, guitares
- Ordy Garrison, batterie
- Chuck French, guitare
- Neil Keener, basse
- Matthew Smith, piano, synthétiseurs

## Réception critique
Une partie de la critique a noté un choix, sur cet album, d'une musique plus « électrique [... qui] peaufine ce retour à la concision rock, doublé d’un psychédélisme lugubre et de quelques introspections vibrantes » quand l'autre considère que le « disque [est] très inégal [...] et laisse dubitatif ».